# نوو مون (استان اوپوله)
نوو مون (استان اوپوله) (به لاتین: Nowy Młyn) یک روستا در لهستان است که در گمینا ستژلچکی واقع شده‌است.